# حكومة عموم فلسطين
أنشأت جامعة الدول العربية حكومة عموم فلسطين في 22 سبتمبر 1948 خلال الحرب العربية الإسرائيلية عام 1948 لتنظيم الجيب الذي تسيطر عليه مصر في غزة. وسرعان ما اعترف بها جميع أعضاء الجامعة العربية باستثناء شرق الأردن. وعلى الرغم من أن الولاية القضائية للحكومة قد أعلنت أنها تغطي كامل فلسطين الانتدابية السابقة، فإن ولايتها القضائية الفعلية اقتصرت على قطاع غزة. وكان رئيس وزراء الإدارة في غزة أحمد حلمي باشا، وكان الرئيس هو الحاج أمين الحسيني، الرئيس السابق للجنة العربية العليا.
وبعد ذلك بقليل، عين مؤتمر أريحا ملك شرق الأردن عبد الله الأول «ملك فلسطين العربية». وقد دعا المؤتمر إلى اتحاد فلسطين العربية وشرق الأردن، وأعلن عبد الله اعتزامه ضم الضفة الغربية. وعارضت الدول الأعضاء الأخرى في الجامعة العربية خطة عبد الله.
وينظر البعض إلى حكومة عموم فلسطين باعتبارها أول محاولة لإقامة دولة فلسطينية مستقلة. كانت تحت الحماية المصرية الرسمية، ولكن لم يكن لها دور تنفيذي. وكانت للحكومة آثار سياسية ورمزية في الغالب. وقد تراجعت أهميتها تدريجيا، وخاصة بعد نقل مقر الحكومة من غزة إلى القاهرة بعد الغزو الإسرائيلي في أواخر عام 1948. وعلى الرغم من أن قطاع غزة لا يزال تحت السيطرة المصرية من خلال الحرب، فإن الحكومة الفلسطينية ظلت في منفاها في القاهرة، وهي تدير شؤون غزة من الخارج.
في عام 1959، اندمجت حكومة عموم فلسطين رسميا في الجمهورية العربية المتحدة، وكانت تحت إدارة عسكرية مصرية رسمية، عينت مسؤولين عسكريين مصريين في غزة. غير أن مصر تخلت رسميا وبصورة غير رسمية عن جميع المطالبات الإقليمية إلى الأراضي الفلسطينية وجميعها (على النقيض من حكومة شرق الأردن التي أعلنت ضمها للضفة الغربية الفلسطينية). وقد شكك كثيرون في أوراق اعتماد الحكومة الفلسطينية باعتبارها دولة ذات سيادة حسنة النية، ويرجع ذلك أساسا إلى اعتماد الحكومة الفعال ليس فقط على الدعم العسكري المصري، وإنما أيضا على القوة السياسية والاقتصادية المصرية.

## معلومات أساسية

### الحكم البريطاني
في نهاية الحرب العالمية الأولى، احتلت بريطانيا العظمى الأراضي العثمانية فلسطين. ولم يتم تحديد حدود الأرض المحتلة بشكل جيد. وقد أبرمت كل من بريطانيا وفرنسا، وهي الدول الحليفة الرئيسية ذات الاهتمام طويل الأجل في المنطقة، العديد من الاتفاقيات التي وضعت مجالات الاهتمام المشترك بينهما في المنطقة. وسعت بريطانيا إلى إضفاء الشرعية على الاحتلال بحصولها على الانتداب البريطاني لفلسطين من عصبة الأمم. وفي الإقليم الصادر به تكليف، أنشأت بريطانيا إدارتين منفصلتين – فلسطين وشرق الأردن – هو أنهما سيكونان مستقلين تماما في مجرى الزمن.
وكانت هناك معارضة من جانب السكان العرب في فلسطين للأهداف المنصوص عليها في الانتداب، واستمرت الاضطرابات المدنية طوال فترة الانتداب. وقد بذلت محاولات عديدة للتوفيق بين المجتمع العربي وبين السكان اليهود الذين يتزايد عددهم بلا نجاح. واقترحت عدة خطط للتقسيم. واقترحت الأمم المتحدة خطة التقسيم لعام 1947، التي اقترحت أن تصبح منطقة غزة جزءا من دولة فلسطينية عربية جديدة. وقد رفضت الدول العربية خطة الامم المتحدة التي بشرت ببدء الحرب الاهلية 1947–48 في فلسطين الانتدابية.
وقال ايرنست بيفين وزير الخارجية البريطانى انه بعد مرور أكثر من خمسة وعشرين عاما فشل البريطانيون في اقامة مؤسسات الحكم الذاتى في فلسطين التي كانت مطلوبة بموجب الانتداب. اعترف بشرق الأردن بوصفها حكومة مستقلة طوال معظم الفترة الانتدابية، ولكنها اعترفت رسميا بأنها دولة مستقلة من قبل المملكة المتحدة في معاهدة لندن (1946). ولا تزال بعض البلدان تعترض على وضعها المستقل.

### نهاية الانتداب
ومع إعلان بريطانيا أنها ستنسحب من جانب واحد من الانتداب في 15 مايو 1948، بدأ اللاعبون في المنطقة مناورات لتأمين مواقعهم وأهدافهم في فراغ السلطة الذي جلبه البريطانيون المغادرين.

وكان هدف الدول العربية المحيطة بالاستيلاء على كامل الانتداب البريطاني قد حدد في 12 أبريل 1948 عندما اعلنت الجامعة العربية:
يتعين على الجيوش العربية أن تدخل فلسطين لإنقاذها. ويود صاحب الجلالة (الملك الفاروق ممثلا للجامعة) أن يُفهم بوضوح أنه ينبغي النظر إلى هذه التدابير باعتبارها مؤقتة وخالية من أي طابع للاحتلال أو التقسيم في فلسطين، وأنه بعد الانتهاء من تحريرها، سيتم تسليم ذلك البلد إلى أصحابه لكي يحكموا بالطريقة التي يحبونها.
وقد أعلنت إسرائيل استقلالها في 14 مايو 1948، وهو اليوم السابق لانتهاء الانتداب (بسبب أن 15 مايو كانت هي عطلة السبت اليهودية). في 15 مايو 1948، غزا الجيش المصري أراضي الانتداب البريطاني السابق من الجنوب، وبدأ الحرب العربية الإسرائيلية عام 1948.

## تشكيل حكومة عموم فلسطين
وقد أعلن أحد الأوامر الوزارية المصرية المؤرخ 1 يونيو 1948 أن جميع القوانين السارية أثناء الانتداب ستظل سارية في قطاع غزة. في 8 يوليو 1948، قررت جامعة الدول العربية إنشاء إدارة مدنية مؤقتة في فلسطين، لتكون مسؤولة مباشرة أمام جامعة الدول العربية. وقد عارض هذا المخطط بشدة الملك عبد الله الأول ملك شرق الأردن ولم يتلق سوى دعم نصف القلب من اللجنة العربية العليا التي أنشأت نفسها في عام 1945 من قبل الجامعة العربية. ولم يتم أبدا إنشاء الإدارة الجديدة على النحو الصحيح. صدر أمر آخر في 8 أغسطس 1948 بتكليف مدير عام مصري يتمتع بصلاحيات المفوض السامي.
عرضت الحكومة المصرية، التي ترتاب في نوايا الملك عبد الله وقوته المتنامية في فلسطين، اقتراحا لاجتماع جامعة الدول العربية الذي افتتح في الإسكندرية يوم 6 سبتمبر 1948. وستحول الخطة الإدارة المدنية المؤقتة، التي تم الاتفاق عليها في يوليو، إلى حكومة عربية لها مقعد في غزة لكل فلسطين. وصدر الإعلان الرسمي عن قرار جامعة الدول العربية بتشكيل حكومة فلسطين في 20 سبتمبر.
وكانت الحكومة الفلسطينية كلها تحت القيادة الإسمية لأمين الحسيني، مفتي القدس. وعين أحمد حلمي عبد الباقي رئيسا للوزراء. وكانت حكومة حلمي تتألف إلى حد كبير من أقارب وأتباع أمين الحسيني، ولكنها ضمت أيضا ممثلين عن فصائل أخرى من الطبقة الحاكمة الفلسطينية. واصبح جمال الحسيني وزيرا للخارجية، واصبح رجا الحسيني وزيرا للدفاع، وكان ميشال أبيكاريوس وزيرا للمالية، وعوني عبد الهادي وزيرا للشؤون الاجتماعية، وكان وزير الشؤون الاجتماعية أنور نسيبة وزيرا للحكومة. وكان حسين الخالدي عضوا أيضا. وتوجه 12 وزيرا، من مختلف البلدان العربية، إلى غزة لتولي مناصبهم الجديدة. وقد جعل قرار تشكيل حكومة عموم فلسطين اللجنة العليا العربية لا علاقة لها بالموضوع، ولكن أمين الحسيني استمر في ممارسة نفوذه في الشؤون الفلسطينية.

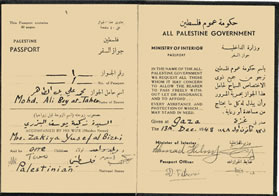
1948 - جواز السفر الفلسطيني رقم 1 - حكومة عموم فلسطين

وانعقد المجلس الوطني لعموم فلسطين في غزة في 30 سبتمبر 1948 برئاسة أمين الحسيني. وقد أقر المجلس سلسلة من القرارات بلغت ذروتها في 1 تشرين الأول / أكتوبر 1948 بإعلان الاستقلال على كامل فلسطين، وعاصمتها القدس. على الرغم من أن الحكومة الجديدة أعلنت الولاية القضائية على فلسطين بأكملها، لم يكن لديها إدارة، ولا خدمة مدنية، ولا مال، ولا جيش حقيقي من تلقاء نفسها. واعتمدت رسميا علم الثورة العربية التي كان يستخدمها القوميون العرب منذ عام 1917 وأعادت إحياء جيش الحرب المقدسة بهدف معلن هو تحرير فلسطين.
واعتبر عبد الله محاولة إحياء جيش «الحسين الحربي المقدس» تحديا لسلطته، وفي 3 أكتوبر، أمر وزير الدفاع بحل جميع الأجهزة المسلحة التي تعمل في المناطق التي يسيطر عليها الفيلق العربي، ونفّذ الجنرال غلوب باشا الأمر بقسوة وكفاءة.
«قيادة الحاج أمين الحسني واللجنة العليا العربية التي هيمنت على المشهد السياسي الفلسطيني منذ عشرينيات القرن الماضي دمرتها كارثة 1948، وفقدت مصداقيتها بسبب فشلها في منعها».
وبعد أن بدأت إسرائيل هجوما مضادا على الجبهة الجنوبية في 15 أكتوبر 1948، سرعان ما اعترفت ست من الدول السبع الأعضاء في جامعة الدول العربية بحكومة فلسطين، وهي: مصر، وسوريا، ولبنان، والعراق، والمملكة العربية السعودية، واليمن، ولم يعترف بها شرق الأردن. لم يعترف به أي بلد آخر.

## الأنشطة التي تضطلع بها حكومة عموم فلسطين

### بعد الإعلان
على الرغم من إعلاناتها وأهدافها السامية، فقد أثبتت الحكومة كلها أنها غير فعالة بوجه عام. شعر العرب الفلسطينيون والعالم العربي بشكل عام بالصدمة بسبب سرعة ومدى الانتصارات الإسرائيلية وضعف إظهار الجيوش العربية. وهذا، جنبا إلى جنب مع المخططات التوسعية للملك عبد الله، يلقي بالقيادة العربية الفلسطينية في حالة من الفوضى.
كتب آفي شاليم:

«قرار تشكيل حكومة كل فلسطين في غزة، والمحاولة المحمومة لإنشاء قوات مسلحة تحت سيطرتها، زود أعضاء الجامعة العربية بالوسائل التي يتحكمون فيها بالمسؤولية المباشرة عن محاكمة الحرب وسحب جيوشهم من فلسطين ببعض الحماية من الاحتجاج الشعبي». وأيا كان المستقبل البعيد المدى لحكومة فلسطين العربية، فإن الغرض المباشر لها، كما تصوره رعاتها المصريون، هو توفير مركز تنسيق للمعارضة لعبد الله، والعمل كأداة لإحباط طموحه إلى اتحاد المناطق العربية مع شرق الأردن.

### السنوات الأولى
وقد انتهت الحرب العربية الإسرائيلية عام 1948 باتفاق الهدنة بين إسرائيل ومصر المؤرخ 24 فبراير 1949، والذي حدد حدود قطاع غزة. لم تكن حكومة فلسطين طرفا في الاتفاق ولم تشارك في مفاوضاتها. وقطاع غزة هو المنطقة الوحيدة في إقليم الانتداب البريطاني السابق الذي كان تحت السيطرة الإسمية لحكومة عموم فلسطين. أما بقية إقليم الانتداب البريطاني فقد أصبح إما جزءا من إسرائيل أو الضفة الغربية، التي ضمها شرق الأردن (وهي الخطوة التي لم يتم الاعتراف بها دوليا). وفي الواقع، فإن قطاع غزة يخضع للإدارة المصرية، على الرغم من أن مصر لم تطالب قط بأي أراض فلسطينية أو ضمتها إليها وبالتالي لم تقدم مصر جنسية للفلسطينيين. وقد أصدر الفلسطينيون الذين يعيشون في قطاع غزة ومصر جوازات سفر لكل فلسطين، ولم يسمح لهم بالدخول بحرية إلى مصر. إلا أن هذه الجوازات لم تعترف بها سوى ست دول عربية. وتوقفت جوازات السفر عن إصدارها عندما تم حل الحكومة الفلسطينية كافة، على الرغم من أن بعض البلدان ظلت تعترف بها لبعض الوقت.
وكان هناك تدفق هائل في قطاع غزة للاجئين الفلسطينيين من تلك الأجزاء من فلسطين التي الانتداب سابقا والتي أصبحت جزءا من إسرائيل. ومنذ نهاية عام 1949، تلقى اللاجئون معونة مباشرة من الأونروا وليس من الحكومة الفلسطينية جميعا أو من خلالها. ولا يوجد أي دليل على مشاركة جميع الحكومات الفلسطينية في المفاوضات الرامية إلى إنشاء مخيمات اللاجئين التي تديرها الأونروا في قطاع غزة أو في أي مكان آخر.

### تحت سياسات ناصر
بعد الثورة المصرية في عام 1952 وصعود قوة جمال عبد الناصر، زاد الدعم المصري للعروبة والقضية الفلسطينية.
غزت إسرائيل قطاع غزة وشبه جزيرة سيناء المصرية خلال حرب السويس عام 1956. وقد انسحبت إسرائيل في نهاية المطاف من الأراضي التي غزتها، ولا تزال حكومة فلسطين تتمتع بسيادة رسمية في غزة.
وفي عام 1957، أنشأ القانون الأساسي لغزة المجلس التشريعي الذي يمكن أن يمرر القوانين التي أعطيت إلى المدير العام الأعلى للموافقة عليها.

### الحل
وتغير الوضع مرة أخرى بعد توحيد مصر وسوريا في عام 1958 في الجمهورية العربية المتحدة. وفي عام 1959، ألغى جمال عبد الناصر رسميا حكومة عموم فلسطين بموجب مرسوم، بأن الحكومة الفلسطينية كلها فشلت في تحقيق تقدم في القضية الفلسطينية. وفي ذلك الوقت، انتقل أمين الحسني من مصر إلى لبنان، وأصبح قطاع غزة تديره مصر بشكل مباشر. وفي مارس 1962، صدر دستور لقطاع غزة يؤكد دور المجلس التشريعي. وصلت الإدارة المصرية إلى نهايتها في يونيو 1967 عندما استولت إسرائيل على قطاع غزة في حرب الأيام الستة.